# Fragmoplast

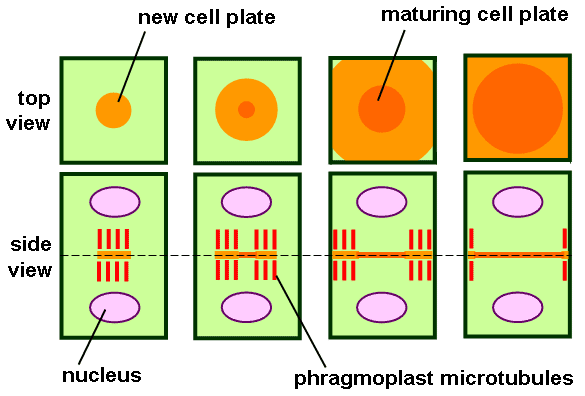
Vývoj fragmoplastu seshora a z boku (vyznačen červeně na spodním obrázku)

Fragmoplast je mikroskopická struktura vznikající při buněčném dělení některých rostlin, konkrétně u skupiny Streptophyta, tedy u vyšších rostlin, parožnatek a jejich nejbližších příbuzných (Mesostigmatophyceae, Klebsormidiophyceae, Coleochaetophyceae, Zygnemophyceae). Objevuje se na konci anafáze nebo na začátku telofáze. Obsahuje množství mikrotubulů, díky nimž je možné na místo budoucí buněčné stěny oddělující obě nové buňky doručit odpovídající materiál. Tento materiál se ukládá uprostřed fragmoplastu, ten je rozdělen na dvě části (každá z nich přilehlá k jedné z nových buněk). Nakonec uprostřed vznikne kompletní střední lamela, která nemá daleko od normální buněčné stěny.